# Rasa panów

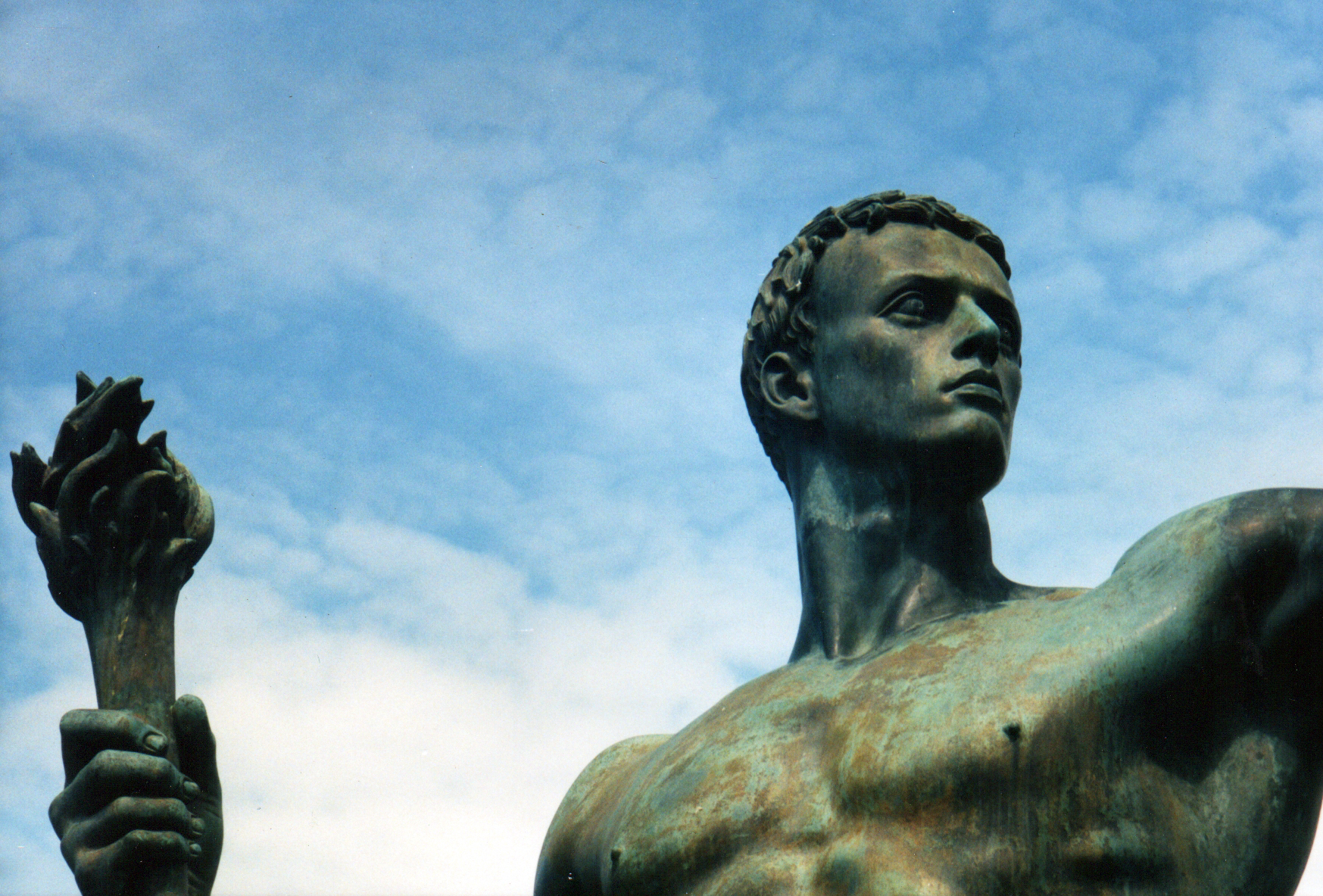
Neoklasyczna rzeźba autorstwa Arno Brekera Die Partei (Partia)

Rasa panów (niem. die Herrenrasse, das Herrenvolk) – ideologia stosowana przez nazistowskie Niemcy jako utwierdzenie, że Niemcy to jedyny naród będący przedstawicielem idealnej i czystej białej rasy. Termin „rasa panów” po raz pierwszy został użyty pod koniec XIX wieku w teorii rasowej, która ustalała hierarchię rasową, w której Żydzi znajdowali się na jej dnie, podczas gdy rasa nordycka znajdowała się na jej szczycie.

## Rasa nordycka
Podwaliny niemieckiej teorii wyższości tkwią w pracach francuskiego pisarza Arthura de Gobineau, który twierdził, że mieszanie się ras doprowadzi do upadku cywilizacji. W rasistowskiej ideologii nazistów istniała wiara w to, że ludy Europy Południowo-Wschodniej nie są Europejczykami, a ludami wymieszanymi z muzułmańskimi Maurami. Według tej samej ideologii ludy z krajów Europy Północnej miały zachować rasową „czystość”. Dzięki swojej „czystości” ludy północne miały wytworzyć predyspozycje siłowe, aby móc przetrwać trudny, chłodny klimat Europy Północnej. Idealnym przykładem rasistowskiej ideologii typu nordyckiego miał być człowiek wysoki o jasnych oczach oraz włosach od blondu do brązu (odcienie A-X).
Niemiecki filozof Arthur Schopenhauer był jednym z pierwszych zwolenników hierarchii rasowej. Według jego poglądów rasowo dominuje rasa biała, a w szczególności typ nordycki. Jako dowód potwierdzający jego pogląd był fakt, że wszystkie starożytne cywilizacje, oprócz tych stworzonych przez Japończyków, Hindusów oraz Egipcjan, były cywilizacjami stworzonymi przez „białą rasę”. Schopenhauer dodawał, że biała rasa osiągnęła również znaczący postęp w kulturze, m.in. w muzyce i sztuce, czym przewyższała inne, nie-białe cywilizacje.
Ze względu na fakt, że Niemcy jako naród ma wiele cech charakterystycznych dla typu nordyckiego, jak i kilka nie odpowiadających mu (smuklejsze ciało, słabiej rozwinięte mięśnie rąk), przedstawiciele nazistowskiego aparatu propagandy z Adolfem Hitlerem zaczęli określać rasę niemiecką jako czystą rasę „aryjską”.
W ostatecznym kształcie tworzenia się nazistowskiej ideologii, liderzy nazistowscy zaczęli używać sformułowania „rasa panów”.

## Aryjczycy
Określenie Aryjczycy jest określeniem ludności zamieszkującej tereny obecnego Iranu. Kontynuując prace nad budową swojej ideologii w oparciu o prace Gobineau oraz innych pisarzy, naziści określili ludy północne jako wojowników, którzy w późniejszych latach osiedlali się na terenach południowych docierając do Indii. Liderzy nazistowscy określali Niemców jako plemię wojowników spokrewnionych z wojownikami z północy. Niemieccy autorzy tacy jak Alfred Rosenberg twierdzili, że chrześcijaństwo jest wrogiem syjonizmu i innych podległych religii. Nazistowscy przywódcy byli zwolennikami takich wierzeń jak hinduistyczny wedyzm czy aryjski zaratusztrianizm. Obie religie zostały założone w czasie, kiedy w Europie dominowało pogaństwo, a aryjskie religie były uważane za spełniające ideologiczne kryteria, których naziści oczekiwali od statusu religii.
W nazistowskich Niemczech istniały pojęcia „Aryjczyk” oraz „Untermensch” (podczłowiek). Był to skrajny przejaw rasistowskiej polityki, w której Niemcy (określani jako Aryjczycy) uważali się za nadludzi (rasę panów). Celem nazistów była eliminacja Untermensch (głównie Żydów, Słowian oraz Romów), a także własnych obywateli niewchodzących w ramy aryjskie (Akcja T4 i inne). Działania nazistów podczas wojny doprowadziły do Holocaustu oraz Porajmosu, a w konsekwencji śmierci milionów ludzi. Do tego dochodzą eksperymenty medyczne oraz przymusowa kastracja „niearyjskich” mieszkańców III Rzeszy.